# Гречане борошно
Гречане борошно (татартанське борошно) — вид борошна, отриманого із зерен гречки.

## Властивості
Воно має темно-коричневий колір, що надає випічці темніший колір. Гречане борошно містить вітаміни групи B та антиоксиданти. Не містить глютену. Залишає в стравах характерний для гречки присмак.

## Застосування
З гречаного борошна готують пжучу, соломаху, пасту (наприклад, італійські біголі та піцокері, японську собу), вареники, омлети, млинці. З гречаного борошна також випікають тісто (у тому числі торти), хліб та іншу випічку. У білоруській кухні з дрожжового гречаного тіста готують кулагу — холодний фруктовий десерт. Часто використовується як добавка до пшеничного борошна.